# Turak ostroczuby
Turak ostroczuby (Tauraco livingstonii) – gatunek średniej wielkości ptaka z rodziny turakowatych (Musophagidae). Występuje we wschodniej i południowo-wschodniej Afryce. Nie jest zagrożony wyginięciem. Charakterystyczne dla tego i kilku spokrewnionych z nim gatunków jest występowanie w piórach unikatowych barwników: zielonej turakowerdyny i czerwonej turacyny, niespotykanych u prawie żadnych innych zwierząt.

## Zasięg występowania
Występuje od Burundi i Tanzanii na północy, poprzez Mozambik, południowo-wschodnie Malawi i wschodnie Zimbabwe po wschodnie, głównie nadbrzeżne krańce Republiki Południowej Afryki. Spotykany jest od poziomu morza do 2500 m n.p.m. Na zachodzie swego zasięgu ustępuje blisko z nim spokrewnionemu turakowi długoczubemu, który preferuje bardziej suche środowisko.

## Opis gatunku
Upierzeniem przypomina kilka innych gatunków turaków łączonych kiedyś w jeden takson. Najbardziej zbliżony wyglądem jest turak długoczuby, od którego odróżnia się głównie krótszym czubem na głowie. Poszczególne gatunki zostały jednak rozdzielone w wyniku badań nad głosami tych ptaków oraz dzięki najnowszym badaniom nad ich genomem. W upierzeniu, podobnie jak u większości gatunków z rodzaju Tauraco, przeważają barwy zielona i w mniejszym stopniu niebieska. Jasnozielona głowa, szyja i pierś zaczynają przechodzić w ciemnozielone lub zielono-niebieskie skrzydła i niebieski ogon. Lotki są czerwone, choć prawie niewidoczne w stanie spoczynku, za to bardzo wyraźnie podczas lotu. Głowę zdobi wyraźny czub z piór, sięgający 6,5–7,5 cm i zakończony białymi, perłowymi plamkami, które na karku przechodzą w białą linię. Dziób jest barwy różowo-czerwonej i biegną od niego ku oku dwa pasy: biały na górze (nad okiem) i czarny na dole (pod okiem). Poniżej czarnego pasa pojawia się kolejna biała kreska. Samo oko otoczone jest nagą, czerwoną skórą.
Średnie wymiary
Długość ciała: około 45 cm (wraz z długim ogonem). Masa ciała: 262–380 g.
Biotop

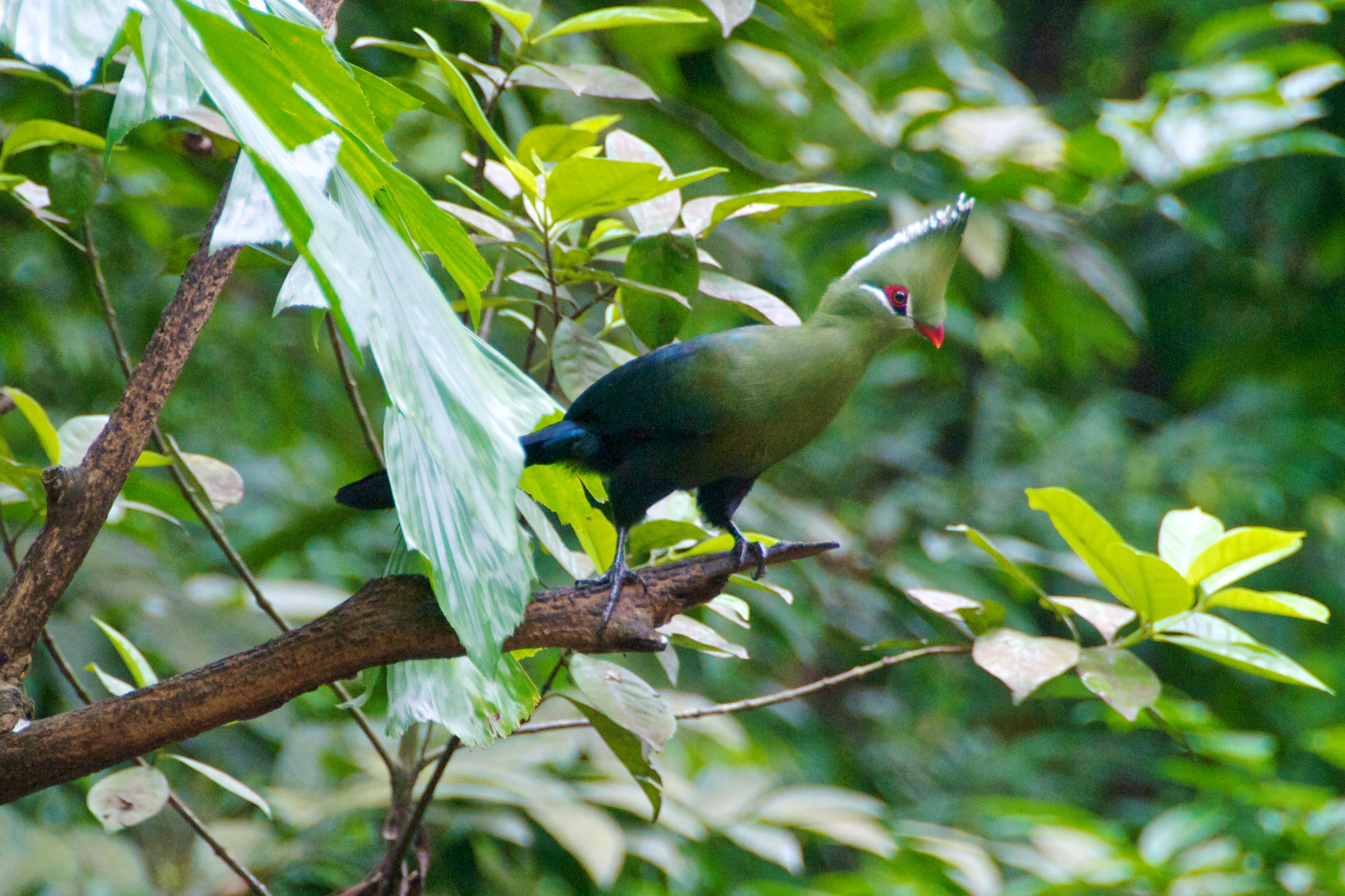
Gęste i wilgotne lasy są naturalnym siedliskiem turaków

Wilgotne, gęste wiecznie zielone lasy lub zarośla, zarówno znajdujące się na nizinach, jak i górskie.
Pożywienie
Głównie pokarm roślinny: owoce, a także liście, kwiaty i pąki.
Zachowanie
Jak inne turaki są ptakami terytorialnymi i monogamicznymi. Pary lub grupy rodzinne wspólnie bronią swego terytorium. Latają słabo, unikając wolnych przestrzeni. Najlepiej czują się w gęstych koronach drzew.
Rozmnażanie
Lęgi są słabo poznane. Odbywają się między sierpniem a lutym. Para wspólnie wysiaduje 2 jaja i karmi młode.

## Status
Międzynarodowa Unia Ochrony Przyrody (IUCN) uznaje turaka ostroczubego za gatunek najmniejszej troski (LC – Least Concern). Liczebność populacji nie została oszacowana, ale ptak ten opisywany jest jako dość pospolity w znacznej części swego zasięgu występowania. Trend liczebności populacji oceniany jest jako spadkowy ze względu na utratę siedlisk.

## Podgatunki
Zwykle wyróżnia się trzy podgatunki T. livingstonii:
- T. l. cabanisi – nizinne, nadbrzeżne regiony od Tanzanii po Zululand[2],
- T. l. livingstonii – turak ostroczuby[4] – wyżynne i górskie lasy Malawi, Mozambiku i Zimbabwe[2],
- T. l. reichenowi – turak zielony[4] – górskie regiony Tanzanii i Burundi[2].

Międzynarodowy Komitet Ornitologiczny (IOC) populację wyróżnianą jako cabanisi zalicza do podgatunku T. l. reichenowi.